# Веселин Черкезов
Веселин Борисов Черкезов е български политик от ДСБ. Народен представител от Обединените демократични сили в XXXIX народно събрание на България. Бил е кмет на Доспат (12 ноември 1995 – 23 октомври 1999), областен управител на Смолян (14 януари 1999 – 20 юни 2001), председател на Управителния съвет на „Златни пясъци“ АД (август 2008 – януари 2022).

## Биография
Роден е на 18 април 1965 г. в Доспат, Народна република България. Завършва висшето си образование в Югозападния университет.
През 2003 г. Яне Янев от БЗНС внася във Върховната прокуратура данни за неправомерно раздадени над 2000 дка гори край Доспат от Веселин Черкезов, докато е бил областен управител на Смолян, той твърди че земите са върнати на подставени лица от него.